# Liste der Monuments historiques in Thiverval-Grignon
Die Liste der Monuments historiques in Thiverval-Grignon führt die Monuments historiques in der französischen Gemeinde Thiverval-Grignon auf.

## Liste der Bauwerke
| Bezeichnung                                          | Beschreibung                       | Standort | Kennzeichnung | Schutzstatus | Datum | Bild           |
| ---------------------------------------------------- | ---------------------------------- | -------- | ------------- | ------------ | ----- | -------------- |
| Schloss Grignon, heute École nationale d’agriculture | Schloss, erbaut im 17. Jahrhundert | (Lage)   | PA00087653    | Inscrit      | 1941  | weitere Bilder |
| Kirche St-Martin                                     | Erbaut im 12./13. Jahrhundert      | (Lage)   | PA00087654    | Classé       | 1846  | weitere Bilder |

## Liste der Objekte

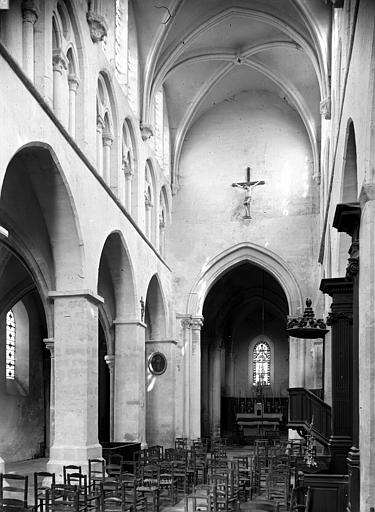
Innenansicht mit Kanzel der Kirche St-Martin

- Monuments historiques (Objekte) in Thiverval-Grignon in der Base Palissy des französischen Kultusministeriums